# Annona cordifolia
Annona cordifolia är en kirimojaväxtart som först beskrevs av Szyszyl., och fick sitt nu gällande namn av Robert Elias Fries. Annona cordifolia ingår i släktet annonor, och familjen kirimojaväxter. Inga underarter finns listade i Catalogue of Life.